# Малофеев, Александр Дмитриевич
Александр Дмитриевич Малофеев (род. 21 октября 2001, Москва) — российский пианист, обладатель I премии и Золотой медали VIII Международного юношеского конкурса им. П. И. Чайковского (2014), обладатель Гран-при I Международного конкурса молодых пианистов Grand Piano Competition (2016), обладатель Гран-при и лауреат первых премий на ряде международных музыкальных фестивалей и конкурсов в России, Австрии, Сербии, Казахстане, Испании.

## Биография
Родился 21 октября 2001 года в Москве в семье инженера Дмитрия Александровича и врача Людмилы Борисовны Малофеевых. У Александра есть старшая сестра Дарья (род. 1998) и младший брат Андрей (род. 2005).
Музыкой начал заниматься в пять с половиной лет. С раннего возраста проявлял незаурядные способности. Уже в 6 — 7 лет начал интересоваться музыкой П. И. Чайковского, Д. Д. Шостаковича, Г. Малера, С. С. Прокофьева, пытаясь подбирать темы произведений на фортепиано. В 2014 году Малофеев с отличием окончил Детскую музыкальную школу им. Н. П. Осипова (класс Елены Владимировны Берёзкиной). После сдачи испытаний сразу за два класса в Лингвистической гимназии № 1531 в 2014 году поступил в 8 класс Московской средней специальной музыкальной школы им. Гнесиных в класс своего первого педагога Е. В. Берёзкиной. В настоящее время обучается в Московской государственной консерватории им. П. И. Чайковского. С 2019 — в классе профессора С. Л. Доренского, а с 2020 года — в классе П. Т. Нерсесьяна.
Пианист Александр Малофеев, которого эксперты называют «надеждой музыкальной России», имеет внушительный список высших премий престижных конкурсов в России и за рубежом. В их числе победа в 2014 году на VIII Международном юношеском конкурсе им. П. И. Чайковского, где он получил первую премию и Золотую медаль и Гран-при на Международном конкурсе молодых пианистов Grand Piano Competition в 2016 году..
В настоящее время Малофеев активно концертирует в крупнейших залах мира, среди которых Большой, Малый и Рахманиновский залы Московской государственной консерватории им. П. И. Чайковского, Государственный академический Большой театр России, Центр оперного пения Галины Вишневской, Московский международный Дом музыки, Концертный зал им. Чайковского, Мариинский театр, Большой Кремлёвский дворец, Мариинский театр, Кауфман-центр в Нью-Йорке, Концертгебау в Амстердаме, Театр Ла Скала в Милане, Парижская филармония, Квинслендский Центр Исполнительских искусств QPAC в Австралии, штаб-квартира ЮНЕСКО в Париже, Национальный центр исполнительских искусств в Пекине, Центр восточного искусства в Шанхае, Концертный зал «Bunka Kaikan» в Токио… Концерты с участием Александра Малофеева проходят в России, Казахстане, Азербайджане, Армении, Финляндии, Франции, Швейцарии, Германии, Австрии, Испании, Италии, Нидерландах, Португалии, Израиле, Китае, Японии, Австралии, США.
В качестве солиста пианист выступает с ведущими оркестрами: Симфоническим оркестром Мариинского театра, Национальным филармоническим оркестром России, Государственным камерным оркестром «Виртуозы Москвы», Большим симфоническим оркестром им. П. И. Чайковского, Государственным симфоническим оркестром «Новая Россия», Российским национальным оркестром, Государственным академическим симфоническим оркестром им. Е. Ф. Светланова, Государственным симфоническим оркестром Республики Татарстан, Филармоническим оркестром театра Ла Скала, Национальным симфоническим оркестром Итальянского радио, Филадельфийским оркестром, Оркестром Люцернского фестиваля, Камерным фестивальным оркестром Вербье, Филармоническим оркестром Балтийского моря, Симфоническим оркестром Йомиури (Токио), Оркестром Национальной академии Санта-Чечилия.
Сотрудничает с дирижёрами: Валерием Гергиевым, Рикардо Шайи, Михаилом Плетневым, Владимиром Федосеевым, Владимиром Спиваковым, Александром Сладковским, Дмитрием Лиссом, Станиславом Кочановским, Янником Незе-Сегеном, Мюнг-Вун Чунгом, Кадзуки Ямада, Габором Такач-Надь, Сусанной Мялкки, Лионелем Бренгье, Эдуардом Топчяном, Кристьяном Ярви, Алондрой де ла Парра.
Участник музыкальных фестивалей: «la Roque d’Anthéron», «Annecy classic festival», «Rheingau Music Festival», «La Folle Journée de Nantes», «Chopin Festival» во Франции, фестиваля «Crescendo», фестивалей Валерия Гергиева «Mikkeli Music Festival», «Звезды белых ночей» (Санкт-Петербург), «Лики современного пианизма» (Санкт-Петербург), Международного фестиваля Владимира Спивакова «Москва встречает друзей», Международного музыкального фестиваля «Звезды на Байкале», «Rheingau Music Festival» в Германии, фестиваля «Peregrinos Musicais» в Испании, Международного фестиваля Мстислава Ростроповича, фестиваля «В гостях у Ларисы Гергиевой», «International Piano Festival of Brescia and Bergamo» и «Merano Music Festival» в Италии, фестиваля «Festival de Música de Sintra» в Португалии, фестиваля «Eilat Chamber Music Festival» в Израиле и многих других.
Летом 2015 года, в 13 лет, выступил с сольным концертом во Франции на Международном фортепианном фестивале La Roque d’Anthéron, куда впервые был приглашен артист моложе 15 лет. Среди участников фестиваля — Марта Аргерих, Нельсон Фрейре, Борис Березовский, Евгений Кисин, Николай Луганский и др. Рене Мартен, директор фестиваля, известный французский импресарио утверждает, что зрелость игры подростка покорила его даже более, чем виртуозность. (Franceinfo: Culture, 21.08.2015)
В сентябре 2015 года выступил на открытии X Международного фестиваля «Звезды на Байкале», в Иркутском областном музыкальном театре имени Н. М. Загурского. Вместе с Симфоническим оркестром Мариинского театра Валерий Гергиев, Денис Мацуев и Малофеев исполнили концерт № 7 В. А. Моцарта для трёх фортепиано. (Новости Культуры, 01.09.2015) (Daily Culture, 01.09.2015)
В октябре 2016 года вместе с Национальным Филармоническим оркестром России и Маэстро Владимиром Спиваковым Александр выступал в качестве солиста в гастрольном туре по городам Китая. На фестивале искусств «Черешневый лес» (2017) Владимир Спиваков сказал о 15-ти летнем пианисте: «Александр — масштабный музыкант, у него потрясающий аппарат, его ждет большое будущее: он уже законченный Артист, пианист, играть с ним — одно удовольствие.».
6 февраля 2017 года состоялось дебютное выступление Малофеева в Театре Ла Скала в Милане, где вместе с Филармоническим оркестром театра Ла Скала и Маэстро Валерием Гергиевым исполнил Первый фортепианный концерт П. И. Чайковского. Итальянская пресса написала после концерта: «Александр Малофеев — представитель фортепианного искусства нового тысячелетия…» (il Giornale.it).
5 марта 2017 года принял участие в юбилейном концерте, в честь 30-летия «Master Pianist Series» в Концертгебау (Амстердам)).
В октябре 2019 года Малофеев выступил в качестве солиста в Театре Ла Скала в Милане и гастрольном туре по Китаю вместе с оркестром Люцернского фестиваля и Маэстро Рикардо Шайи. Рикардо Шайи после концертного тура отозвался о музыканте: — «Я впервые услышал Малофеева, когда три года назад Валерий Гергиев выступил с ним в театре Ла Скала. Ему было всего 14 лет, и он поразил меня своим талантом. Сейчас это не просто вундеркинд: oн очень молод, но уже обладает глубиной и техническими способностями, а также музыкально-мнемоническими, что делает его отличным интерпретатором 3-го Концерта Рахманинова, который является проблемой для многих пианистов мира». (Corriere della Sera, 20.10.2019)
В мае 2020 года Sony Classical Label выпустил бокс-сет «TCHAIKOVSKY-2020», посвященный 180-летию П. И. Чайковского, с записью первого концерта П. И. Чайковского в исполнении Александра Малофеева и Государственного симфонического оркестра Республики Татарстан под управлением народного артиста России Александра Сладковского. (Бизнес Online, 31/07/2019) (ClassicalMusicNews.Ru, 01.05.2020)
Малофеев является стипендиатом Международного Благотворительного фонда Владимира Спивакова, Международного Благотворительного фонда «Новые имена» и Фонда Мстислава Ростроповича.
На X Международном фестивале «Лики современного пианизма», в котором Малофеев принимал участие, Валерий Гергиев охарактеризовал юного музыканта: «Александр Малофеев — это очень серьёзный музыкант. Я бы хотел, чтобы его будущее складывалось так же серьёзно, как серьёзно внёс он себя в нашу бурную и очень динамичную музыкальную жизнь. Здесь в Петербурге много чего происходит, и даже хороших артистов можно не заметить, но он запомнился сразу…»
В марте 2022 года канадские гастроли Александра Малофеева были отменены в связи с вооружённым вторжением России на Украину; «всякий русский будет десятилетиями испытывать чувство вины из-за этого чудовищного кровавого решения» (англ. every Russian will feel guilty for decades because of the terrible and bloody decision that none of us could influence and predict) — написал музыкант по этому поводу. В июле Малофеев выступил с сольным концертом на фестивале Вербье (Швейцария), пресса отнесла это выступление к числу основных сенсаций фестиваля.
19 марта 2024 года дебютировал на камерной площадке нью-йоркского Карнеги-холла с программой из русских поздних романтиков, получив одобрительный отзыв "Нью-Йорк Таймс".

## Достижения
- Победитель I Международного конкурса молодых пианистов Grand Piano Competition — Гран-при, 2016 г.
- Победитель VIII Международного юношеского конкурса им. П. И. Чайковского — I премия, золотая медаль, 2014 г.
- IX Международный конкурс юных пианистов им. С. В. Рахманинова в Новгороде — Гран-при, Специальный приз за лучшее исполнение произведений И. С. Баха, 2014 г.
- Победитель Первого конкурса юных пианистов Astana Piano Passion под патронатом Дениса Мацуева — I премия, 2013[3][32].
- Лауреат Всероссийского конкурса «Молодые дарования России» 2013 г.
- Московский международный конкурс «Музыкальный алмаз» — Гран-при, награждён почетной грамотой Союза композиторов России, 2011, 2014 г.
- Лауреат Молодёжных Дельфийских игр России — Золотая медаль, 2012, 2015 г.
- Лауреат Фестиваля им. А. Д. Артоболевской (Москва) — Гран-при, 2012 г.
- Лауреат премии «Общественное признание» (Москва)- I премия, 2012.
- Лауреат Международного конкурса в Австрии «Mozart wunderkind» (Вена) — Гран-при, 2011 г.
- Победитель IV Фестиваля детского творчества «Новые имена Москвы» (стипендиат), 2011 г.
- Лауреат Международного конкурса «Internet music competition» (Сербия) — I премия, 2011 г.
- Лауреат Х Московского конкурса юных пианистов «Ступени к мастерству» (Москва), 2011 г.
- Лауреат Второго московского открытого фестиваля молодых музыкантов имени С. И. Танеева (Москва), 2011 г.
- Лауреат Международного фестиваля-конкурса Музыка Классика «Трёхсотлетие фортепиано» (Руза), 2010 г.
- Лауреат Международного конкурса пианистов и фортепианных ансамблей «Русская и западноевропейская музыка XIX века и начала XX века» (Москва), 2010 г.
- Лауреат фестиваля «Дни Бетховена в Москве» (Москва), 2010

## Дискография
- Дебют Александра Малофеева; DVD; записан Master Performers label, в Квинслендской консерватории города Брисбен, Австралия; Июнь 2016.
- «THAIKOVSKY-2020» — коллекция всех симфоний и инструментальных концертов, записанная Государственным симфоническим оркестром Республики Татарстан и его художественным руководителем Александром Сладковским к 180-летнему юбилею П. И. Чайковского. Александр Малофеев исполнил: Концерт № 1 П. И. Чайковского для фортепиано с оркестром, си-бемоль минор, соч.23 (фортепиано).